# Scooby-Doo (personaj)
Acest articol este despre personaj. Despre seria TV vedeți Scooby Doo
Scoobert "Scooby" Doo este personajul principal al seriei cu același nume. Scooby este un mare danez maro, Scooby este speriat de fantome. Este întotdeauna văzut purtând o zgardă turcoaz. Cyber Scooby din nivelul 10 al jocului video din Scooby-Doo și Vânătoarea de Viruși poartă o zgardă roșie.
Scooby Doo, unde ești tu? De obicei, se ascunde în Mașina Misterelor îndopându-se cu Gustărici Scooby. Scooby Doo este un câine german, vânător de fantome, care o ia la fugă când lucrurile iau o întorsătură înfricoșătoare. Se ține scai de prietenul său Shaggy și deși Scooby Doo nu caută niciodată să dea de probleme, problemele au darul să-l găsească pe el! Când refuză să fie momeală, el și Shaggy primesc câte-un „Scooby Snack” care le dă putere și curaj astfel încât își pot îndeplini datoria.
Este foarte cunoscut pentru sintagma sa "Scooby-Dooby-Doo!", zisă de-obicei la sfârșitul fiecărui episod al serialelor.

## Actori
Scooby-Doo a fost jucat de:
- Don Messick (1969–1996)
- Hadley Kay (1997)
- Scott Innes (1998–iulie 2002 (toate producțiile); jocuri video, jocuri pe DVD, jocuri pe computer, comercializări și unele jucării până în 2008 + reclamă Fred's Ascot (Cartoon Network) din 2003 (pentru Ce e nou, Scooby-Doo?); DVD de scurtmetraje CN numit Scooby-Doo and the Toon Tour of Mysteries din 2004; 3 reclame McDonald's din 2009, 2010 și 2014; reclamă Halifax din 2017; reclamă Walmart din 2019 și seria de scurtmetraje WB Scooby-Doo! Playmobil Mini Mysteries din 2020)
- Neil Fanning (filme live-action din 2002 și 2004 + jocul video Scooby-Doo 2: Monsters Unleashed (Video Game) din 2004)
- Frank Welker (august 2002–prezent (din 2002 până în 2008 doar în seriale, filme, TV speciale, unele reclame și jucării, un episod din Sabrina the Teenage Witch din 2002, filmul Looney Tunes: Back in Action din 2003 și un episod din Negrele aventuri ale lui Billy și Mandy din 2006) + cele 2 filme live-action din 2009 și 2010, Scoob din 2020 și în MAD în 2013)
- Keith Scott (reclame Pauls din anii 1980; Hanna Barbera Celebrity Gala Night live show din 1997)
- Greg Burson (reclamă PrimeStar din 1993)
- Mark Hamill (2001 în Jay și Bob Tăcutul se întorc)
- J. P. Manoux (Scooby-Geniu în Scooby-Doo 2: Monștrii dezlănțuiți din 2004)
- Marc Silk (reclamă Adidas din 2004)
- Dave Coulier (2005 în Robot Chicken)
- Seth Green (2007, 2009, 2012, 2018 și 2019 în Robot Chicken)
- James Arnold Taylor (2007 în Drawn Together)
- Kevin Shinick (2011 în MAD)
- Mikey Day (2012 în MAD)